# 托布秀尔
陶布秀尔（托忒文：ᡐᡆᡋᠱᡇᡇᠷ ），也作陶吾蔟尔，是西部蒙古的传统拨弦乐器。主要流传于阿尔泰乌梁海等卫拉特部蒙古、阿尔泰人、图瓦人和喀尔喀蒙古。以及内蒙古的阿拉善卫拉特地区，新疆地区
陶布秀尔常在西部蒙古的传统说唱中用于伴奏。阿尔泰乌梁海部、扎哈沁部、土尔扈特部以陶布秀尔为舞蹈伴奏。:81马可波罗曾经记述蒙古人在战斗之前演奏陶布秀尔。

## 构造
陶布秀尔为手工制作，故而没有标准样式，因人而异。传统上陶布秀尔无品，:81但现在也有一些陶布秀尔有品。有些部族使用马尾、马鬃制作琴弦，而另一些部族使用羊肠制作琴弦。阿尔泰乌梁海部传统的琴身有卵形、勺型、铲形等，木制；巴牙惕部、杜尔伯特部、和屯人的陶布秀尔琴身为较小的杯或碗形，或者方形、梯形。有研究者认为最初的琴身为杯形。琴身以绷紧的兽皮或鱼皮蒙覆，为了使这张皮尽量薄，会采用初生骆驼皮或牲畜胯部的皮等。琴头和琴杆为木制。:81

## 图集

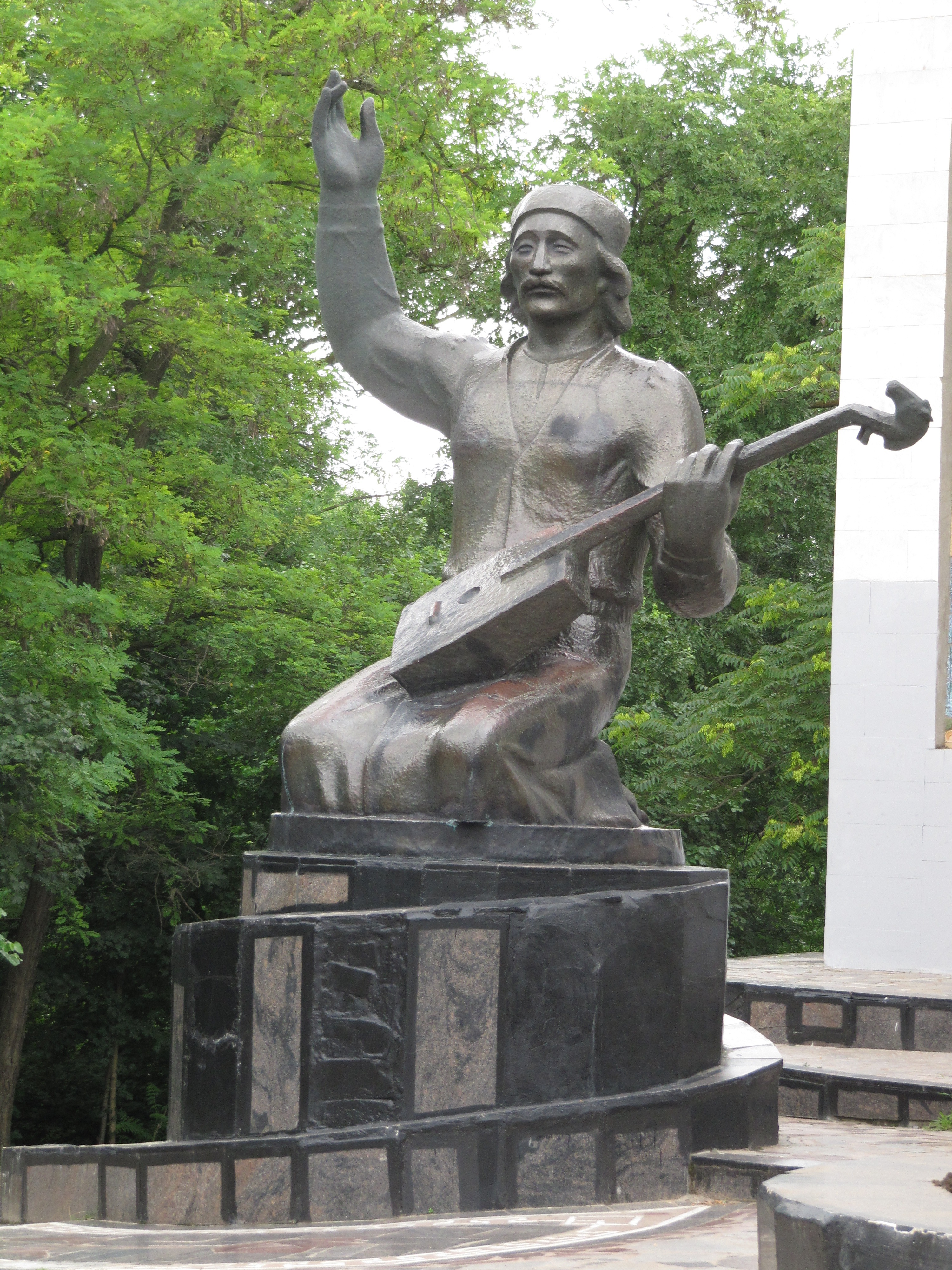
位于俄罗斯卡尔梅克共和国的持托布秀尔弹唱江格尔者塑像
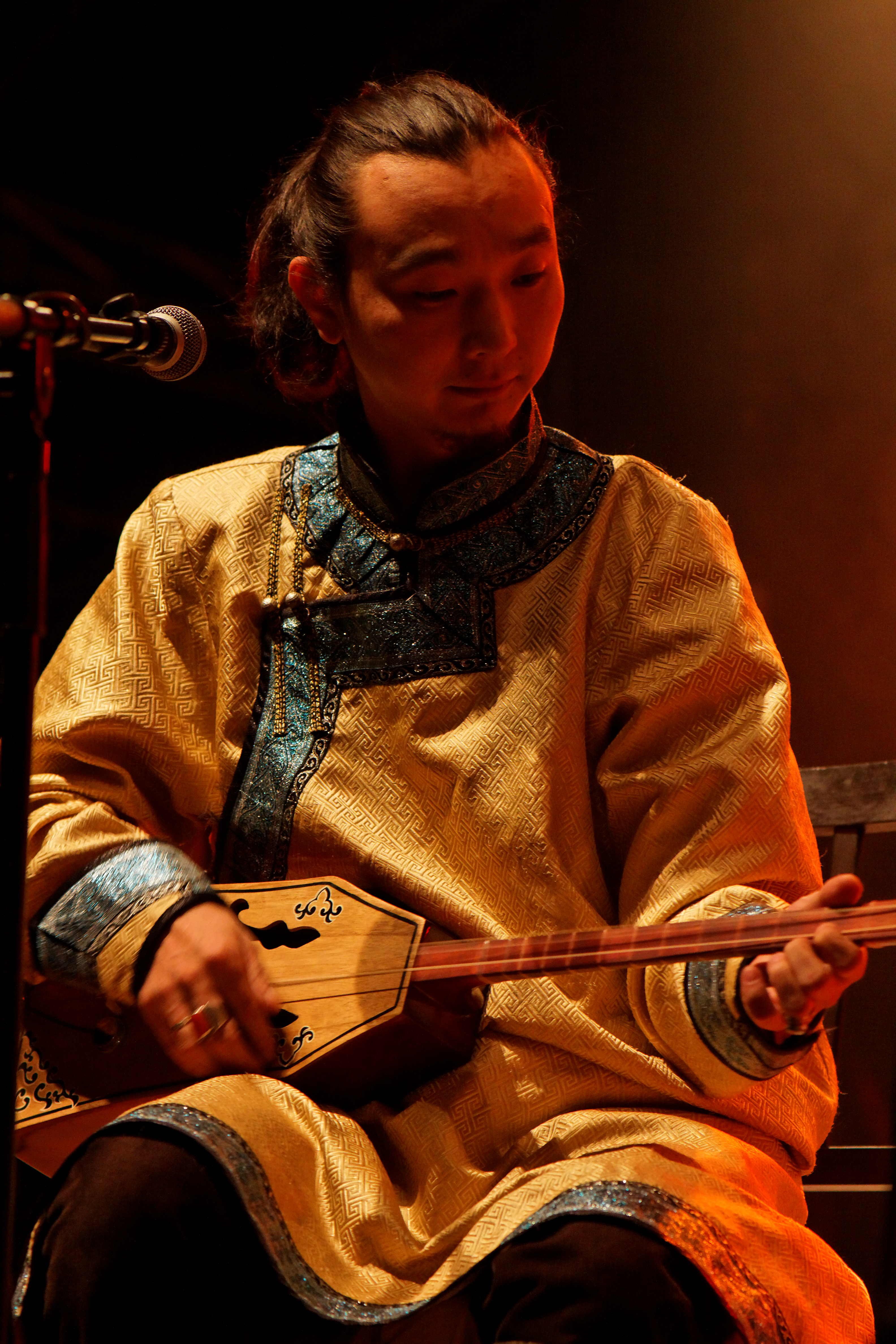
杭盖乐队的伊立奇演奏托布秀尔
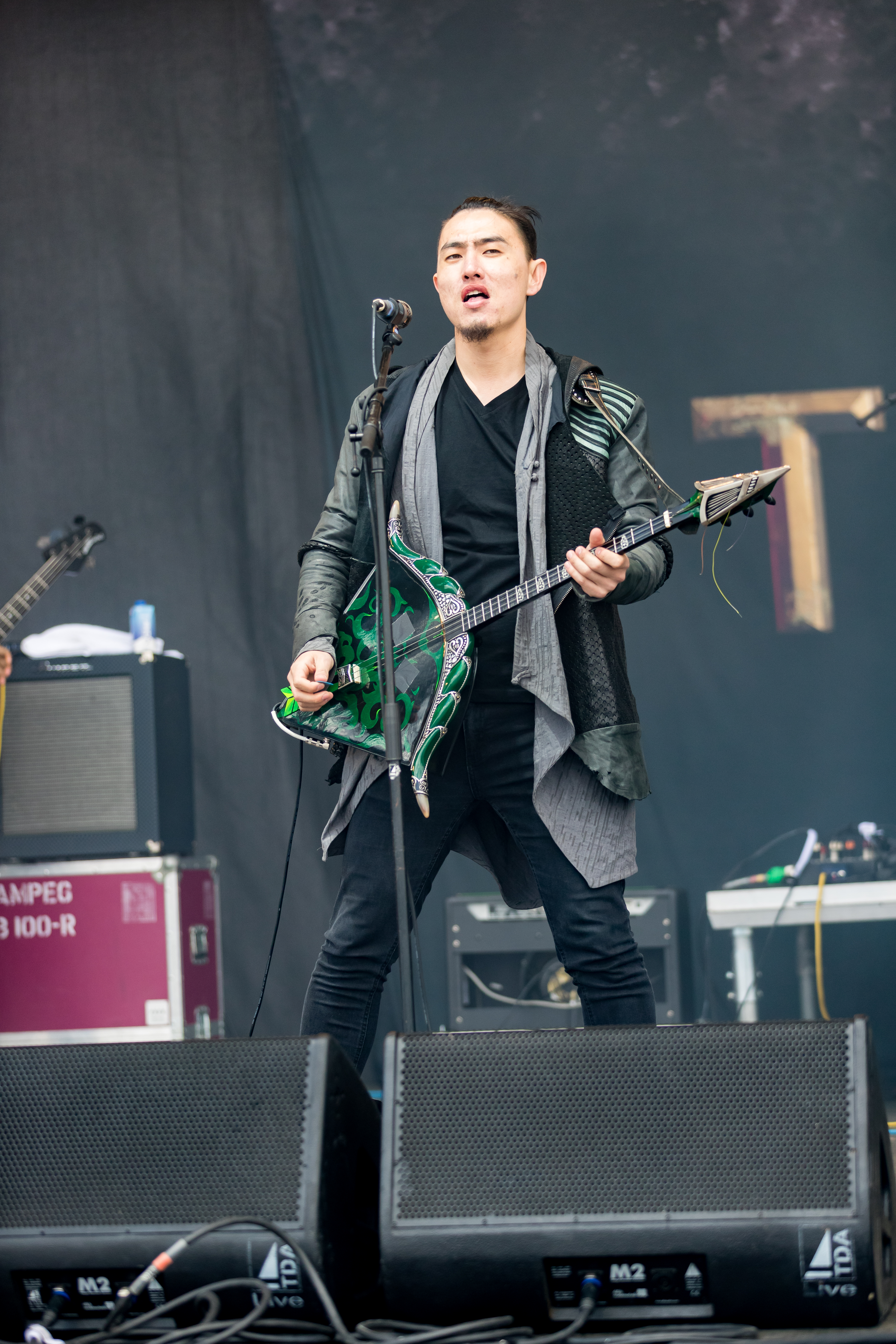
The Hu乐队的Temuulen演奏三根弦的托布秀尔